# Lundgren+Lindqvist
Lundgren+Lindqvist är en svensk designbyrå som grundades 2007 av Andreas Friberg Lundgren och Carl-Johan Lindqvist. Företaget har sitt säte i Göteborg vid Röda sten. Den har under de år som byrån funnits fått ett internationellt erkännande i och med ett frekvent deltagande på internationella utställningar och i tidskrifter. Bland dess kunder finns stora internationella företag som Apple, BMW, American Express, Braun, Coca-Cola, Sony Music och World Match Racing Tour men även mindre lokala företag från göteborgsområdet.